# Lampropteryx suffumata
Lampropteryx suffumata (tên tiếng Anh: Thảm nước) là một loài bướm đêm thuộc họ Geometridae. Nó được tìm thấy ở châu Âu to dãy núi Altay và bán đảo Kamchatka. Nơi sinh sống bao gồm rừng cây gỗ, vùng cỏ, vùng cây bụi.
Sải cánh dài 25–32 mm. Con trưởng thành bay từ tháng 3 đến tháng 6 làm một đợt.
Ấu trùng ăn các loài Galium. Ấu trùng có thể tìm thấy từ tháng 5 đến tháng 6. Nó qua mùa đông trong giai đoạn nhộng.

## Phụ loài
- Lampropteryx suffumata suffumata
- Lampropteryx suffumata arctica Sparre-Schneider, 1895

## Hình ảnh

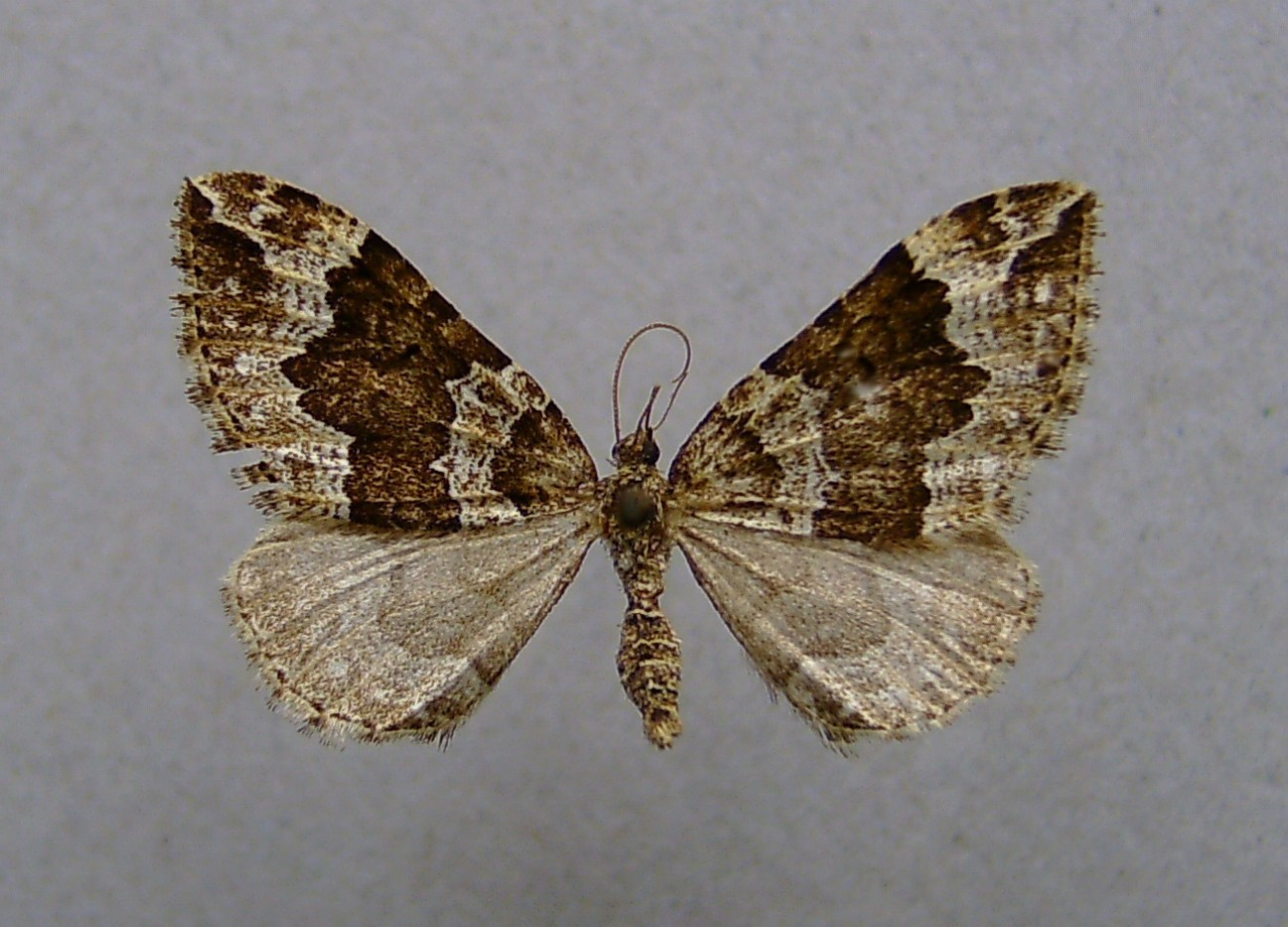
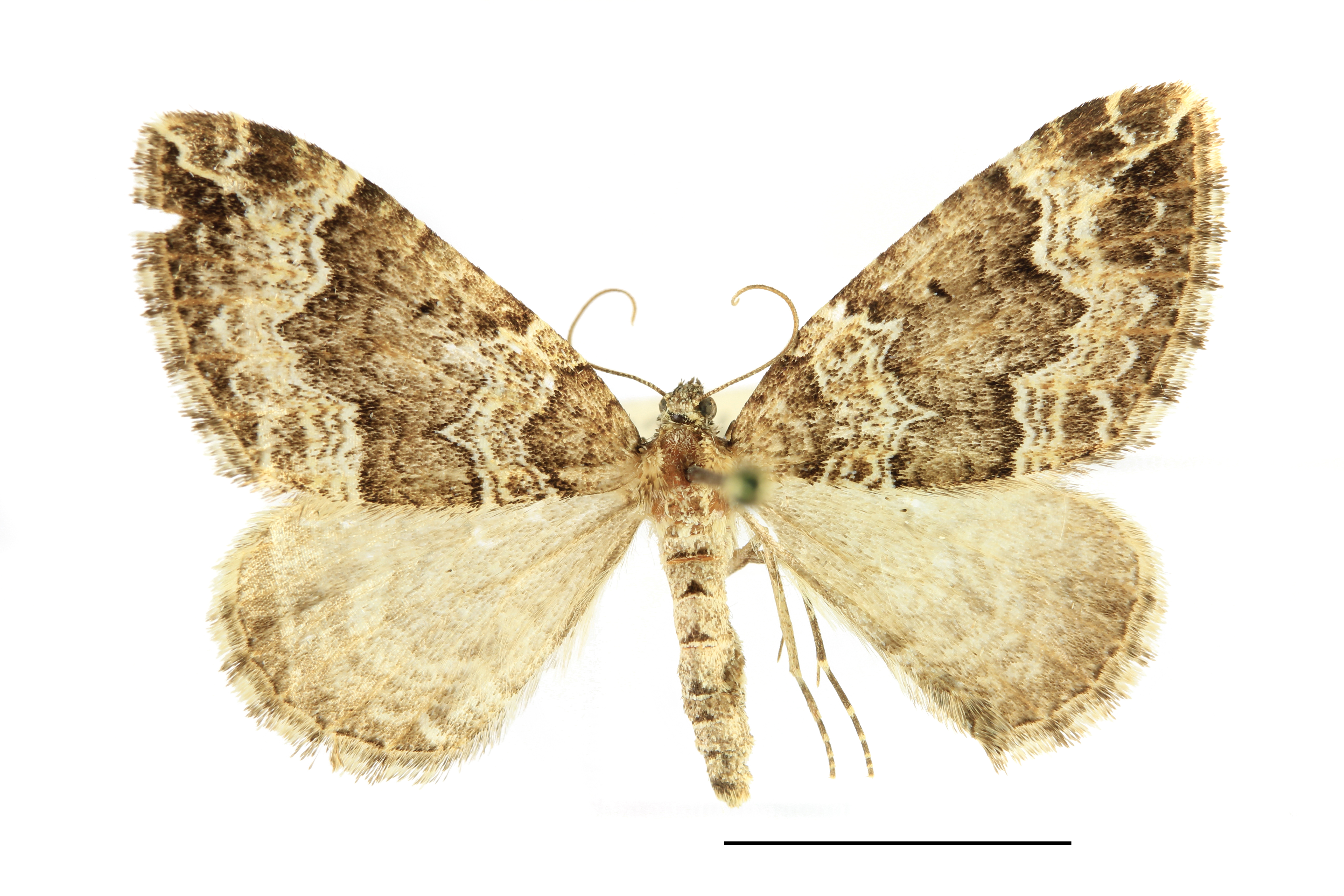
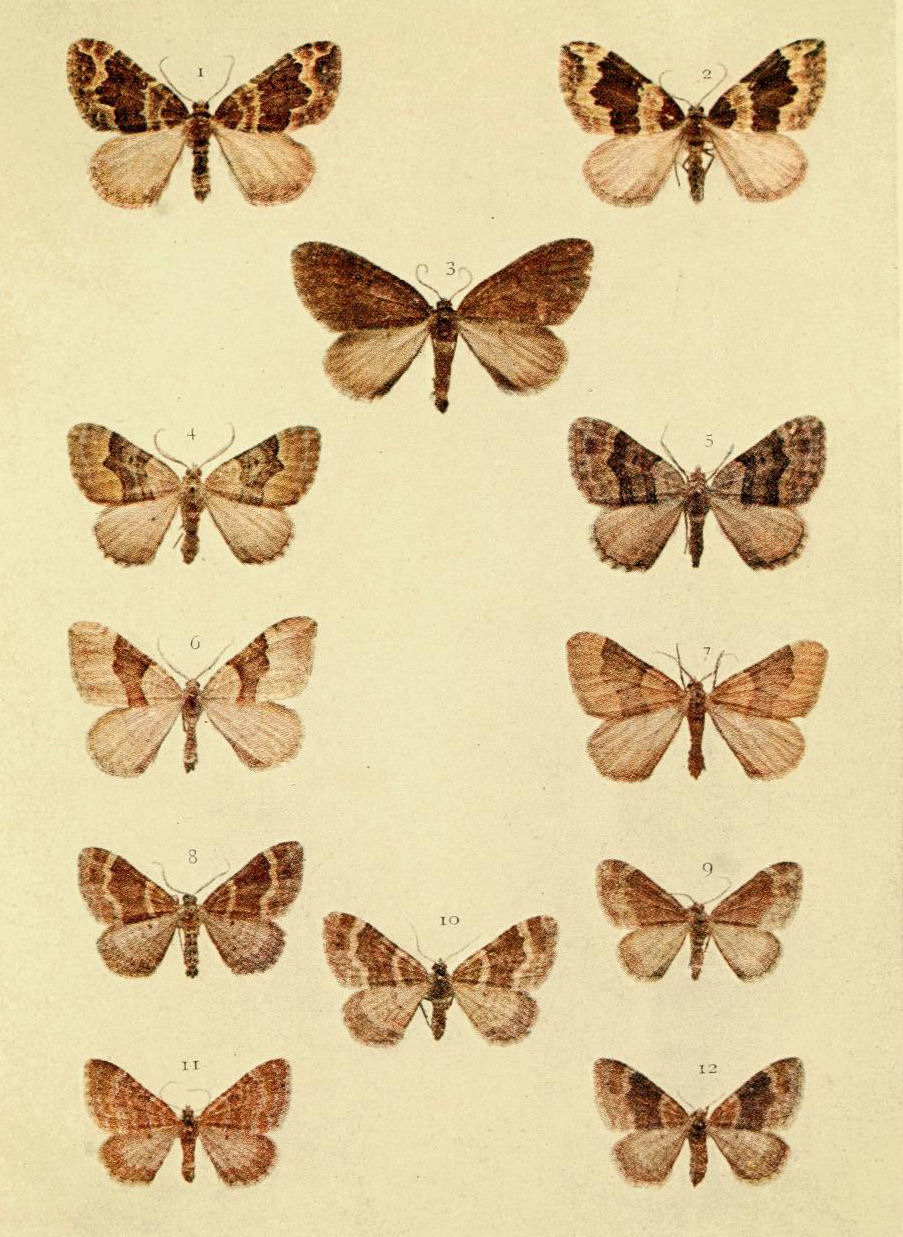
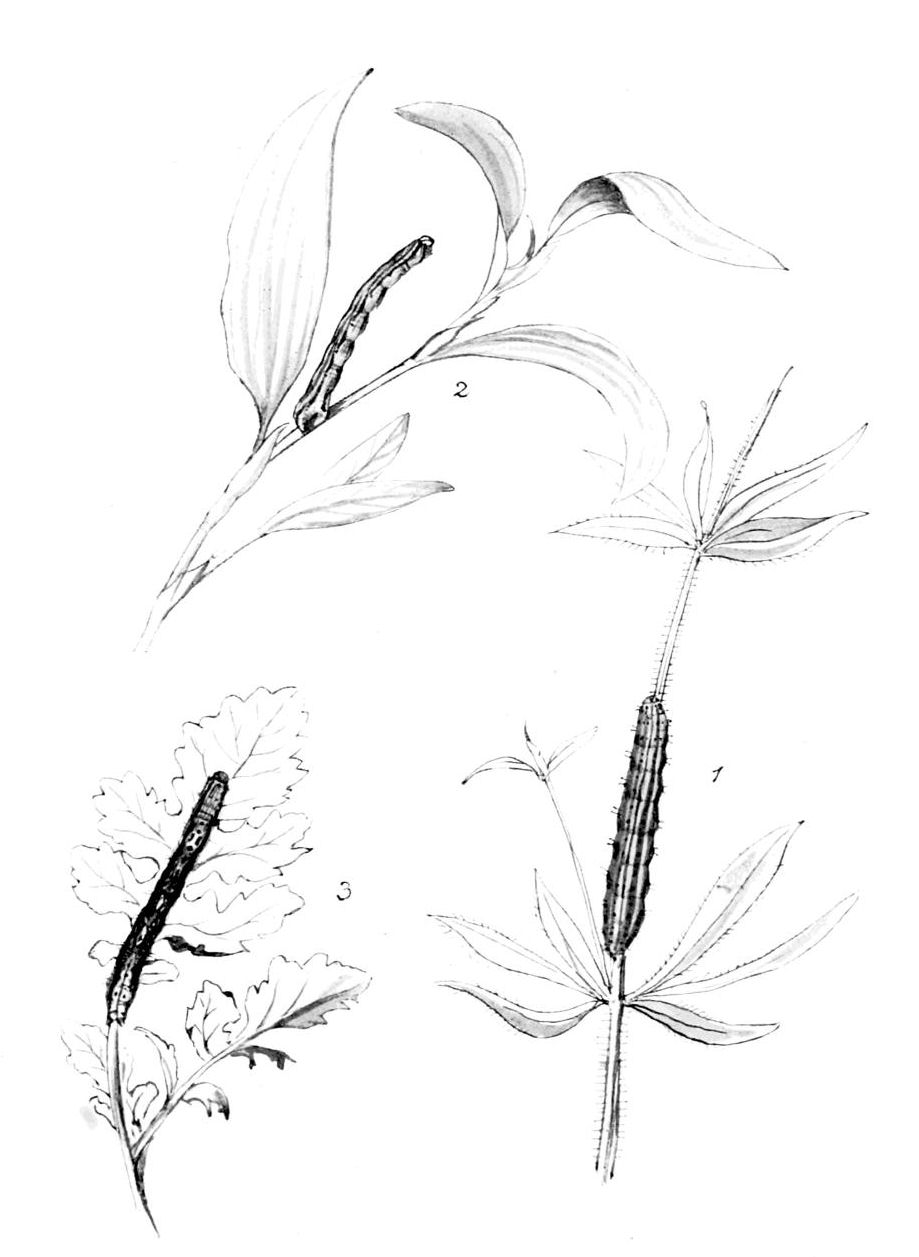